# Tweede Kamerverkiezingen 1998/Kandidatenlijst/VVD
De kandidatenlijst voor de Tweede Kamerverkiezingen 1998 van de VVD is als volgt:

## De lijst
- vet: verkozen
- schuin: voorkeurdrempel overschreden

1. Frits Bolkestein - 1.572.784 stemmen
2. Hans Dijkstal - 93.155
3. Annemarie Jorritsma-Lebbink - 121.733
4. Gerrit Zalm - 103.427
5. Erica Terpstra - 121.470
6. Benk Korthals - 4.420
7. Jozias van Aartsen - 4.652
8. Anke van Blerck-Woerdman - 5.270
9. Frank de Grave - 8.284
10. Johan Remkes - 3.115
11. Joris Voorhoeve - 5.472
12. Hans Hoogervorst - 759
13. Michiel Patijn - 973
14. Monique de Vries - 3.316
15. Henk van Hoof - 974
16. Hella Voûte-Droste - 3.339
17. Frans Weisglas - 2.859
18. Nellie Verbugt - 6.561
19. Clemens Cornielje - 1.343
20. Bibi de Vries - 1.591
21. Jan Rijpstra - 2.043
22. Marijke Essers - 1.320
23. Henk Kamp - 1.307
24. Jan te Veldhuis - 1.052
25. Pieter Hofstra - 538
26. Willibrord van Beek - 1.113
27. Patricia Remak - 932
28. Jan Geluk - 2.390
29. Hans van Baalen[1][2] - 1.820
30. Jan Hendrik Klein Molekamp - 1.138
31. Enric Hessing - 4.788
32. Jan Dirk Blaauw - 1.724
33. Theo van den Doel - 724
34. Atzo Nicolaï - 452
35. Jacques Niederer - 1.968
36. Gert Jan Oplaat - 3.712
37. Frans Weekers - 9.398
38. Fadime Örgü - 1.977
39. Wim Passtoors[3] - 354
40. Otto Vos[2] - 966
41. Ruud Luchtenveld[2] - 582
42. Elisabeth Meijer[2] - 1.491
43. Oussama Cherribi[2] - 542
44. Janneke Snijder-Hazelhoff[2] - 995
45. Geert Wilders[2] - 274
46. Philippe Brood[2] - 608
47. Thijs Udo[2] - 380
48. Eric Balemans[2] - 330
49. Stef Blok[2] - 225
50. Ton de Swart[2] - 639
51. Ernst van Splunter[2] - 870
52. Annemieke de Beer-Vermeulen - 868
53. Joost Manusama - 523
54. Kamla van Beelen-Balak - 335
55. Annemarie Hey - 865
56. Onno Hoes - 2.619
57. Sjef de Pont - 317

## Regionale kandidaten
De plaatsen 58 t/m 62 op de lijst waren per kieskring verschillend ingevuld.

### Groningen, Leeuwarden, Assen, Zwolle, Lelystad
1. Joop Boertjens - 111
2. Gijsbert Bulk - 98
3. Joke Geldorp-Pantekoek - 209
4. Hans Puijk - 116
5. Koen Schuiling - 375

### Nijmegen, Arnhem, Tilburg, 's-Hertogenbosch, Maastricht
1. Caroline Angevaren - 305
2. Niels Joosten - 180
3. Maarten Velthoen - 177
4. Rob van der Werf - 364
5. Jan Haazen - 1.514

### Utrecht, Amsterdam, Haarlem, Den Helder
1. Hans Pluckel - 93
2. Jeroen Raasveld - 165
3. Jan van Zanen - 160
4. Piet Zoon - 1.565
5. Hanneke Heemskerk-Nusselder - 637

### 's-Gravenhage, Rotterdam, Dordrecht, Leiden, Middelburg
1. Sandra Korthuis - 401
2. Jan de Reus - 140
3. Tineke Liebregs - 177
4. Henk van der Kooi - 119
5. Arno Visser - 389

PvdA · CDA · VVD · D66 · AOV/U55+ · GroenLinks · Centrumdemocraten · RPF · SGP · GPV · SP · Senioren 2000 · Natuurwetpartij · NCPN · De Groenen · Vrije Indische Partij · Idealisten/Jij · NMP · Nederland Mobiel · Katholiek Politieke Partij · Het Kiezers Collectief · NSOV
1948 · 1952 · 1956 · 1959 · 1963 · 1967 · 1971 · 1972 · 1977 · 1981 · 1982 · 1986 · 1989 · 1994 · 1998 · 2002 · 2003 · 2006 · 2010 · 2012 · 2017 · 2021 · 2023